# 49ers de Charlotte
Pour les articles homonymes, voir 49ers.
Les 49ers de Charlotte (en anglais : Charlotte 49ers) sont un club omnisports universitaire de l'Université de Caroline du Nord à Charlotte en Caroline du Nord. Les équipes des 49ers participent aux compétitions universitaires organisées par la National Collegiate Athletic Association et évoluent dans l'American Conference.
L'équipe de football américain est une des plus récentes, ayant démarré son programme en 2013. Elle inaugure en 2015 sa première saison en première division (FBS I-A).

## Football

### Histoire
L'Université a choisi, par vote, de lancer un programme de football en 2008. Les 49ers inaugurent leur première saison en 2013 en FCS (la seconde division universitaire) comme équipe indépendante. En 2015, elle inaugure sa première saison au plus haut niveau du football universitaire en FBS au sein de la Conference USA qu'elle a rejointe. Les 49ers ont rejoint l'American Athletic Conference en juillet 2023.